# Высокотемпературная сверхпроводимость
Высокотемперату́рная сверхпроводи́мость (ВТСП) — сверхпроводимость при относительно больших температурах, проявляющаяся в некоторых материалах (высокотемпературных сверхпроводниках). Исторически граничной величиной является температура в 30 К, однако ряд авторов под ВТСП подразумевает сверхпроводники с критической температурой выше точки кипения азота (77 К или −196 °C).

График открытий сверхпроводимости с 1900 по 2015 годы

## Описание

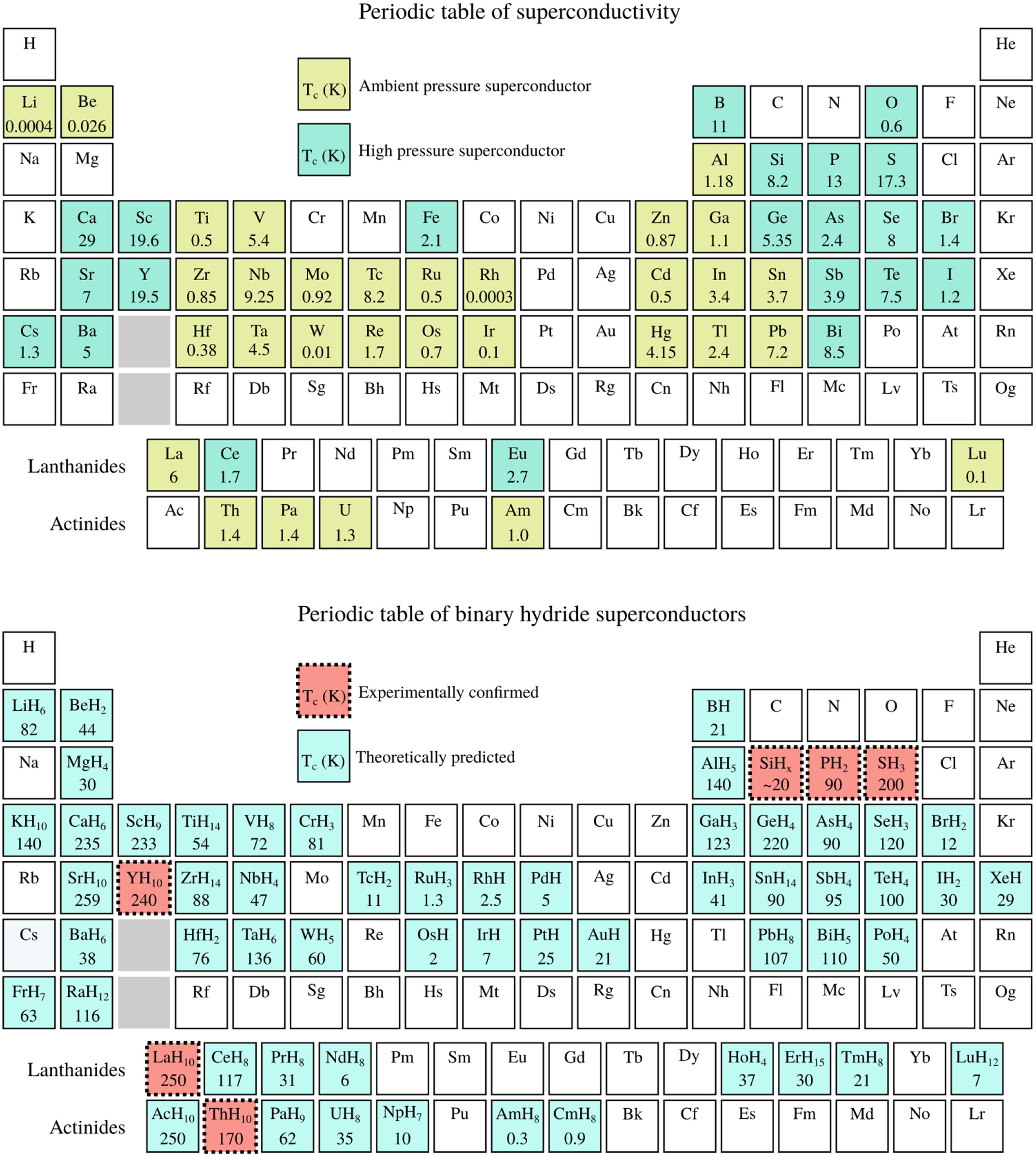
Критические температуры сверхпроводящего перехода для обычных веществ и их гидридов при атмосферном и высоком давлениях

Явление сверхпроводимости заключается в полной утрате материалом электрического сопротивления при охлаждении ниже характерной для данного материала критической температуры. Особое значение высокотемпературной сверхпроводимости заключается в возможности практического использования без сильного охлаждения или с более дешёвыми и удобными охладителями (жидкими водородом, азотом, метаном), чем необходимый для классических сверхпроводников жидкий гелий.
К 2020 году наиболее высокотемпературными сверхпроводниками при атмосферном давлении являются купраты — керамики (смешанные оксиды).
Главной целью исследований являются ВТСП-материалы, работающие как минимум при температурах, широко распространённых на Земле (порядка −30 °C), как максимум — при комнатной температуре. Их создание привело бы к революции в энергетике и электронике, где значительной проблемой являются потери на сопротивление проводника.
Нормальное (и сверхпроводящие) состояния показывают много общих особенностей между различными составами купратов; многие из этих свойств не могут быть объяснены в рамках теории БКШ. Чётко сформированной теории сверхпроводимости в оксидных ВТСП в настоящее время не существует; однако, проблема привела ко множеству интересных экспериментальных и теоретических результатов.

## Свойства
Ограниченность практического применения керамических ВТСП обусловлена тем, что магнитное поле, создаваемое протекающим по ВТСП током, при большой величине приводит к разрушению собственной слоистой структуры проводника и, следовательно, необратимой утрате сверхпроводящих свойств. При этом для сверхпроводящих изделий (как ВТСП, так и классических) достаточно такого нарушения в одной единственной точке, так как возникший дефект мгновенно становится участком с большим сопротивлением, на котором выделяется тепло, что вызывает последовательный нагрев соседних участков, то есть лавинообразный выход из сверхпроводящего состояния всего проводника.
Двойниковая структура и обратимая пластичность высокотемпературных сверхпроводников существенно влияет на их сверхпроводящие характеристики.

## История
Первыми явление высокотемпературной сверхпроводимости в соединении La2-xBaxCuO4 с критической температурой 35 К открыли сотрудники научного подразделения корпорации IBM Карл Мюллер и Георг Беднорц в 1986 году; за это открытие в 1987 году им была присуждена Нобелевская премия.
Смешанные керамики такого типа (перовскиты AMO3) в это же время активно изучались в СССР.
В 1987 году был открыт сверхпроводник YBCO (оксид иттрия-бария-меди), с критической температурой 92 К. Это был первый сверхпроводник, критическая температура которого выше температуры кипения жидкого азота (77 К).
На 2015 год рекордное значение критической температуры Tc 203 K (−70 °C) было достигнуто в сероводороде, помещённом под давление 150 ГПа (1,5 млн атмосфер).
В 2018 году с помощью компьютерного моделирования была предсказана сверхпроводимость сложных гидридов, представляющих собой «легированный» металлический водород при температурах, близких к комнатной, и давлениях порядка 200 ГПа. На основе этой теоретической разработки в 2018—2020 гг. получена сверхпроводимость в гидридах лантана и иттрия при рекордно высоких температурах 245…260 K (−28…−13 °C) и давлениях порядка 1 млн атмосфер, например, декагидрида лантана LaH10±x становится сверхпроводником при охлаждении до 250 K под давлением 188 ГПа, у YH₆ сверхпроводящий переход происходит при температуре 227 K и давлении 237 ГПа, у YH9 — при 243 K и 201 ГПа, у ThH10 — при 161 K и 174 ГПа, у ThH9 — 146 K и 170 ГПа. Эти значения в среднем на 30 K меньше предсказанных в моделях, что требует дальнейшего изучения и корректировки моделей. В частности, предсказанная сверхпроводимость соединения Li₂MgH₁₆ при давлении 250 ГПа и температуре 473 K может оказаться также слишком оптимистичной.
В 2020-х перспективными считаются ВТСП на основе палладатов (соединения палладия), которые занимают промежуточное положение между купратами и никелатами и у которых, как считается, идеальная электронная конфигурация для высокотемпературной сверхпроводимости.
В 2023 году корейские учёные сообщили, что им удалось создать сверхпроводник (что позже не подтвердилось), работающий при температуре 400 K (127 °C) и стандартном атмосферном давлении. Сверхпроводник имеет модифицированную структуру на основе свинцово-апатитового материала и получил обозначение LK-99.

## Интерметаллиды
В 2001 году был открыт сплав MgB2 (диборид магния) с рекордной для интерметаллидов температурой перехода в сверхпроводящее состояние Тс = 40 К. Кристаллическая структура этого вещества представляет собой чередующиеся слои бора и слои магния. Слоистость приводит к анизотропии физических свойств, то есть величины электрической проводимости, оптического спектра поглощения, прочности и т. д. различны в плоскости слоёв и в направлении перпендикулярном слоям. Это двухзонное соединение стало первым известным науке сверхпроводником, обладающим сразу двумя сверхпроводящими щелями (двухщелевая сверхпроводимость), что было предсказано теоретически и подтверждено экспериментально. В дырочных квазидвумерных зонах бора (σ-зонах) при переходе в сверхпроводящее состояние в спектре квазичастиц образуется щель Δσ (зона запрещённых энергий для одиночных электронов и дырок) со значениями примерно 10—11 мэВ при максимальных Тс. В трёхмерных зонах магния (π-зонах) также образуется сверхпроводящая щель Δπ с амплитудой примерно 1,5 — 3 мэВ. Таким образом, в сверхпроводящем MgB2 сосуществуют два сверхпроводящих конденсата: изотропный трёхмерный (от π-зон магния) и двумерный дырочный (локализованный в слоях бора).
Внесение примесей других атомов в MgB2, то есть легирование, приводит к понижению критической температуры перехода Тс. Судя по всему, это соединение имеет оптимизированные для сверхпроводимости характеристики от природы и не поддаётся искусственному «улучшению». При понижении Тс от 40 К до 10 К величина малой щели Δπ меняется слабо, а значение большой щели Δσ понижается вместе с критической температурой, экспериментаторы отмечают линейную связь между Тс и Δσ. Характеристическое отношение теории БКШ 2Δσ/kBТс по оценкам ведущих российских экспериментаторов[кто?] находится в диапазоне 5-7, что говорит о сильном электрон-фононном взаимодействии в слоях бора и приближает MgB2 к купратным ВТСП.
Интерес к практическим применениям диборида магния вызван возможностью использовать данный сверхпроводник при охлаждении жидким водородом вместо дорогостоящего жидкого гелия. Развитие технологий синтеза диборида магния позволило создать первые сверхпроводящие МРТ на основе MgB2 в 2006 году.

## Сверхпроводники на основе железа
В 2008 году произошло открытие нового класса сверхпроводящих соединений с высокими значениями критической температуры Tc — слоистых соединений на основе железа (Fe) и элементов V группы (пниктидов) либо Se, так называемых ферропниктидов или селенидов железа. Впервые было обнаружено сверхпроводящее состояние у соединений, содержащих атомы Fe. Кристаллическая структура всех железосодержащих сверхпроводников (уже известно 6 семейств) представляет собой чередующиеся слои, в которых атомы железа окружены тетраэдром из атомов As или Se.
На данный момент[когда?] рекордсменом по значению Tc является соединение GdOFeAs (Gd-1111), допированное фтором, который замещает кислород. Его Tc достигает 55 К.
Все железосодержащие сверхпроводники обладают многозонной структурой и квазидвумерны (проявляют анизотропию свойств в направлении поперёк плоскостей). При переходе в сверхпроводящее состояние в каждой зоне открывается собственная щель в квазичастичном спектре, что приводит к появлению как минимум двух сверхпроводящих конденсатов и многощелевой сверхпроводимости, подобной случаю MgB2 (диборида магния). Характеристическое отношение теории БКШ 2Δσ/kBТс по оценкам российских экспериментаторов[кто?] находится в диапазоне 4,6—6.

## Органические сверхпроводники
В конце 1960-х — начале 1970-х годов были большие надежды на синтез органических комплексов с переносом заряда (КПЗ) — например, комплексов en:TCNQ-TTF (тетрацианохинодиметан-тетратиафульвален). Однако, несмотря на синтез ряда перспективных соединений, оказалось, что сверхпроводимость в этих комплексах неустойчива даже при небольших плотностях тока[сколько?].